# Calum Birney
Calum Birney (Belfast, 19 aprile 1993) è un calciatore nordirlandese, difensore del Glenavon.

## Carriera

### Club
Il 1º luglio 2012 viene acquistato a titolo definitivo dalla squadra nordirlandese del Glentoran.

## Palmarès

### Club

#### Competizioni nazionali
- Irish Cup: 2

Glentoran: 2014-2015 2019-2020
- IFA Charity Shield: 1

Glentoran: 2015